# Théo Stendebach
Théo Stendebach (Dudelange, 20 april 1937) is een voormalig voetbaldoelman uit Luxemburg, die zijn actieve carrière in 1972 afsloot bij Aris Bonnevoie met de landstitel. De doelman was in 1964 de eerste Luxemburgse voetballer die werd verkozen tot "Monsieur Football". Hij ging later de Luxemburgse politiek in.
Stendebach speelde – inclusief B-interlands – in totaal 26 interlands voor Luxemburg in de periode 1959-1971. Hij maakte zijn debuut op 17 juni 1959 in de vriendschappelijke wedstrijd in Oslo tegen Noorwegen. Zijn laatste interland volgde op 17 november 1971: een EK-kwalificatiewedstrijd in Eindhoven tegen Nederland, die met 8-0 verloren werd.

## Erelijst
Aris Bonnevoie
- Landskampioen

1964, 1972
- Beker van Luxemburg

1972
- Monsieur Football

1964
 Spora Luxemburg
- Beker van Luxemburg

1965, 1966